# 세인트 토머스 모어 고등학교
세인트 토마스 모어 고등학교(The High School of Saint Thomas More)은 미국 일리노이주 섐페인에 위치한 로마 가톨릭교회 계통의 사립 고등학교이다. 이 고등학교는 Peoria 관구에 속해있으며, 이 학교는 이 관구에서 7번째이며, 그중에서 새로 생긴 고등학교로, 2008 ~ 2009년에 380명이 재학했으며, 6년동안 302명의 학생들이 졸업하였다.